# حسين سرحان
حسين علي سرحان، شاعر وكاتب سعودي، ولد في مكة المكرمة عام 1914م، وكان أحد طلبة مدرسة الفلاح ولكنه لم يكمل تعليمه فيها، خرج منها وتعلم بشكل ذاتي في عدد من العلوم، ومارس الأعمال الحرة في سن مبكرة، ثم تنقل بين عدة وظائف في وزارة المالية، ثم أصبح رئيساً للجنة التنفيذية لتوسعة الحرم المكي، ثم عمل كرئيساً للتحرير في مطابع الحكومة السعودية إلى أن تقاعد عام 1973م، كان شاعراً بالدرجة الأولى، وكاتباً للمقالات بالدرجة الثانية وقد غلب على مقالاته الطابع القصصي، فيما كانت قصائده تحمل النزعة الرومانسية، وتتراوح ما بين الشعر النبطي والفصيح، ذُكرت له ترجمة كأحد شعراء الحجاز ضمن كتاب عبد السلام الساسي (شعراء الحجاز في العصر الحديث)، إضافة إلى تراجم أخرى، ونُشر له في حياته 3 دواوين هي الطائر الغريب، أجنحة بلا ريش، والصوت والصدى.

## حياته
هو حسين بن علي بن سرحان الرويس العتيبي، ولد في مكة المكرمة عام 1914م، وفيها نشأ متنقلا بين الحرم المكي وبين مدرسة الفلاح التي درس وتعلم فيها، تنقل في العمل الحكومي في وزارة المالية ككاتباً إدارياً ثم سكرتيراً، ثم أشرف على القرارات التي كانت تصدر في توسعة الحرم المكي، 
وبعد فترة أصبح مسؤولاً عن مطابع الحكومة السعودية ثم أحيل للتقاعد عام 1395هـ، 
وفي عام 1367هـ أصبح مشرفاً على قسم الثقافة في صحيفة البلاد، ولم يمنعه العمل الحكومي أو الوظيفة من القراءة والإطلاع بل استطاع وبمجهوده الخاص أن يكون لنفسه قاعدة ثقافية واسعة جداً، فقد قرض الشعر وكتب المقالة وقص القصة، وأبدع في هذه وتلك حتى أصبح علماً بارزاً من أعلام الثقافة والأدب في المملكة العربية السعودية وفي الوطن العربي.
تزوج ابنة عمه عام 1931م، وأنجب منها 5 أبناء وهم محمد، مزنة، هيا، زهوة، وفوزية، وتوفي منهم اثنان أثناء حياته، وقد نظم قصيدة في بنته مزنة التي توفيت عام 1957م، وتُرجمت هذه القصيدة إلى اللغة الإنجليزية من قبل غازي القصيبي، وسبق له العمل رفقة الملك فيصل حين كان نائباً في الحجاز؛ إذ كان ضمن حاشيته، وقد كتب لكلاً من صحيفة أم القرى، البلاد، عكاظ، الرياض، ومجلة المنهل، وتوفي حسين سرحان في 28 أبريل 1993م بمكة المكرمة.

## مما قيل عنه
قال عنه الدكتور عبد الله الحيدري في محاضرة القاها في ندوة الوفاء الخميسية بالرياض:
إن حسين سرحان ولد في بادية مكة المكرمة، والطائف وأَلِف حياة البساطة، وتأثرت نفسه بهذه البيئة البدوية حيث ضاق بحياة الحضر، وتطلع لحياة البادية لكونها حياة جميلة، فطرة نقية، يشعر فيها بحريته. فأُصيب بما يشبه الصدمة الحضرية، وكان عليه إما التوافق مع البيئة الحضرية أو رفضها، لذا فقد وجد نفسه غريباً في المجتمع الحضري المدني، فلجأ إلى العزلة منذ شبابه وحتى وفاته.
وقال عنه علامة الجزيرة العربية حمد الجاسر ((وهو ابن البادية، أمضى زهرة شبابه وريعانه وعهد كهولته متنقلا في مرابعها ومراتعها، فبدت سمات تلك الصحراء بارزة في شعره في جزالته وفي صدق تعبيرة وفي أسلوبه. وفي استعماله كلمات يظنها قارئ شعره مما تعمق الشاعر في البحث عنها في معجمات اللغة، بل من عويص تلك الكلمات.))
والمتتبع الفاحص لما كتبه شاعرنا يجد فعلا كلمات من بيئته البدوية تقتحم قصائدة وكأنه يستخرجها من متون القاميس العربية.. فهو لا يختار من العامية الا ما كان له اصل في اللسان العربي.
وهذا البيت من أكبر الامثلة على ذلك:
تَطْوِي السَّبَارِيْتَ لا حرُّ فتعلمهكلاَّ ولا أنتَ عن مثْواك بالدَّارِي
ومعلوم أن السباريت هي (القفار الواسعة) وهي كلمة عامية عند معظم أهل البادية.
وفي موقع اخر يقول في شطر أحد أبياته:
إِذَا تَبَدَّحَ لَمْ تَفْرَحْ بِهِ قَدَمُ
تبدح كلمة معروفة عند العامة و (يقال جاء فلان يتبدح) في المعجم تعني (جاء يمشي على انبساط وسعة بال).
وتأمل كلمة الرجام في هذا البيت:
أعشت ألفا؟ أم ثلاثا؟ فما= بعد سوى تركك تحت الرجام
والحقيقة ان قصائدة ومقالاته مليئة بمثل هذه الكلمات التي استوحاها من بيئته البدوية حتى اختياره لاسم ابنته الكبرى (مزنه) دليل على هذا التأثر بالرغم من انه عاش فترات طويلة في مجتمع متمدن متعدد الثقافات.
وللعزلة والحزن اثر كبير في حياة الشاعر وربما كان متأثرا بوفاة ابنته الكبرى.. ووفاة ابنه محمد، ولذلك كان يبتعد عن الأضواء وهي تلاحقه.
يقول عنه الدكتور عبد الله الغامدي في هذا الشأن:-إذا كان المتنبي (مالئ الدنيا وشاغل الناس) فذاك مجد صنعه لنفسه وهدف سعى إليه بقدراته، واشتغل عليه بوفرة حضوره وكثافة اعتداده بنفسه وخصوبة نتاجه في عمره غير المديد!! أما ضيفنا اليوم فإنه وإن شارك المتنبي في الفكرة إلا أنه خالفه في الآلية، فقد اعتاض عن الأحياء بالعزلة، إلا أن الحياة كانت حاضرة (وجدانيا) بكل أبعادها، وهذا ظاهر في شعره ونثره.

## تجربته الأدبية
يعتبر حسين سرحان شاعر بالدرجة الأولى، إلى جانب بروزه في فن النثر والقصص، وله ثلاثة دواوين أحدها مخطوط، وقد جمع بعض قصائده المتناثرة أحمد المحسن، وجعلها ملحقًا بدراسته تحت عنوان:(شعر حسين سرحان: دراسة نقدية)، كما أصدر عبد المقصود خوجة أعمال حسين سرحان الكاملة في ثلاث مجلدات (تضمنت الديوان المخطوط والقصائد التي جمعها المحسن).
وأشعار حسين سرحان تتجه إلى الشعر الرومانسي، ويتخلل أكثرها الغزل الرومانسي المجلل بالأحزان والكآبة. وشعره في ديوانه (أجنحة بلا ريش) لا يعتبر قصيدًا غنائيًا محضًا، بل هو شعر إنساني ذا طابع فلسفي تأملي، ورغم التزامه بعمود الشعر التقليدي وزنًا وقافية ولكنه يميل إلى استخدام القافية المنوعة، ويغلب على شعره الحزن والقتامة حتى في قصائده الساخرة.
أما ديوانه (الطائر الغريب)، فتنوعت أغراضه الشعرية بين: الرثاء، والسخرية، والفلسفة، والشكوى، والمديح الإخواني، والطابع العام للديوان النزعة الواضحة إلى الفلسفة والتأمل الذي يتخلله الحزن والكآبة.
أما ديوانه الثالث (الصوت والصدى)، عبر حسين سرحان عن فلسفته، ومكنوناته الذاتية، ويقترب فيه من الرومانسيين ويختلف عنهم في أنه أكثر صرامة في اعتماده على البعد الفكري لرؤيته المستندة على الفكر لا على الوجدان وأبعاده.
ويعتبر حسين سرحان من أوائل الشعراء السعوديين المجددين، وله دعوة خاصة تجمع بين قوة الشعر القديم وسهولة المدارس الحديثة ورقتها. وفي مجال النثر أصدر حسين سرحان رسالة في إحدى وعشرين صفحة أسماها (في الأدب والحرب) وذلك عام 1398هـ/1978م، ثم قام يحيى ساعاتي بجمع 54 مقالة ونشرها في كتاب (من مقالات حسين سرحان) وذلك عام 1400هـ/1979م. كما قام نادي أدبي الرياض بنشر كتاب بعنوان: (آثار حسين سرحان النثرية: جمعًا وتصنيفًا ودراسة)، ويقع في ثلاثة مجلدات، ويتضمن مقالاته وقصصه ومقابلاته الصحفية.
أما إنتاج حسين سرحان القصصي فمحدود جدًا، وقد بلغ 13 قصة، وكانت ذات طابع اجتماعي تناول من خلالها مشكلات عدة، منها: مشكلة الانحراف، وظاهرة الإسراف، والصراع الطبقي، ومشكلات الزواج. أما أسلوبه القصصي، ففي البدايات كان يميل إلى الألفاظ الفخمة، وفي القصص التمثيلية يميل إلى الألفاظ السهلة والدراجة، وأما بقية القصص فيميل إلى اللغة العربية الفصحى البسيطة الواضحة.

## دواوينه
صدر للشاعر ديوانين هما: الطائر الغريب، وأجنحة بلا ريش، وله ديوان مخطوط بعنوان: (أوزان في الميزان)
1- مرثيته في ابنته (مزنه) التي توفيت منتصف عام 1376هـ. وعمرها عشرون عاما) وهذه القصيد ترجمها الدكتور غازي القصيبي إلى اللغة الإنجليزية ونشرت في كتاب (الريش والأفق) في أستراليا عام 1989م

أراك.. أراك في نومي وصحوي وفي بعـدٍ وفـي قـربٍ قريـب
أراك..على النمارق والحشايـا أراك علـيّ آخــذة دروبــي
أراك.. كخير ما يبهـي محيـأعلى استضحاكه وعلى القطـوب
أراك على مـدى طـرف بعيـدأراك على صدى صوت مجيـب
أراك مع الهـواء مـع الأمانـي مع الماء الذي أحسو (بكوبي)
أراك مـلأت أخيلتـي وقلـبـي وأحلامـي بكـل سنـى حبيـب
اراك وربمـا أبصـرت نفسـي خلالـك عبـر أوديـة الغيـوب
أراك.. رأتك عيـن الله خلـداتضـوّع بالمباهـج والطـيـوب
أراك على النوافذ فـي ارتقابـي إذا استبطأت أوبي من ذهوبـي
أراك بكـل متـجـه بـشـرق وغرب فـي شمـال أو جنـوب
عليك على ضريحك كل (مزن) تهب به الريـاح مـع الهبـوب
تمج الغيث فـي مسـك شـذاهلـه أرج كتمـزيـق الجـيـوب
أرك إذا استطـار بكـل أفــقودف بوبـل هاطلـة سـكـوب
يؤم ثراك – مزنـة – إن قلبـي تحمـل كـل أحـزان القـلـوب
2- وهذه المرثية الثانية:
تحيــاتي اليك
قصيدة قالها بعد مرور تسعة اعوام على احتساب (الشاعر) كبرى كريماته:

تحياتي إليـك مـع السمـاح مساء إن أردت وفي الصبـاح
وإن أنا لم أزرك ولـم أعـرج عسى وجدت بمعتلج البطـاح
فعذرا يا (مزينة) أن عمري أناهيـة الزمـان نهـاب راح
أرنق في سراب الدهر كأسـي وآكل مـن شآبيـب الريـاح
وأخطو والحياة خطـاً ولكـني وددت لو أنني طلـق الجمـاح
ألمـا تعلمـي أن اغتبـاقـي طيوف من خيالك واصطباحـي
وأني حيثمـا وجهـت طرفـي أراك وإن تعـدت النـواحـي
أملي اللوم بعـدك لـم أنـادمولم أشهد سوى وجـه وقـاح
يكشر لـي بأنيـاب مـراض ويضحك لي بأشداق صحـاح
ولكن فاعلمـي يـا أم عينـي ويا أخت الشقيقـات المـلاح
بأني لـم أعـره الطـرف إلا ليلعـق فـي أذاه دم الجـراح
فيا (مزناه) يا ضوء الدراري تفيض النور في أبهى وشـاح
ويا (مزناه) يا كبـد اللآلـي إذا انطلقـت بألسنـة فصـاح
ألا يا جوهر الـدر المصفـى بلى يا زينـة الفلـك المتـاح
متى ألقاك حيث تقـر عينـي وتورق فـي مقاديـم الجنـاح
وعندئـذ ألـذ فـإن عيشـي لمجتاح المنـى كـل اجتيـاح
4- القصيدة الثانية (قصيدة فلسفية) 
تتحدث عن مجموعة من الدود تزدحم على جثة الميت، فإذا فرغ من الجثة عاد الدود فالتهم بعضه بعضا ويبقى منه بعد ذلك دودتان كبيرتان، فتتقاتلان على البقاء فتفترس القوية الضعيفة، ثم تموت الدودة الأخيرة من الجوع:
قصيدة (الدودة الأخيرة)

ازدحـم الـدود علـى جثة أضفى عليها نسج أضراسهـا
حلة نعمى، أذهبـت طيبهـاواستنفـذت آخـر أنفاسهـا
كم قلبت فوق فـراش وثيـر وكن تروت من معين السرور
واستخدمت في عيشها زمـرة كبيرها يهرع قبـل الصغيـر
الآمـر أمـر نافـذ حكـمـه والنهـي نهـي بالـغ شأنـه
حازت من الدنيا جميع المنـى فأين (هارون) وسلطانـه.
هذي الملاييـن بـلا حاسـب من ذلك الدود الكثير الكثيـر
امتارهـا مـائـدة دسـمـة وبات يرعى في حماها النضير
لو شامها في قبرهـا شائـم لتلتـفـت للهول أعصـابـه
منظر قبح بعـد حسـن فمـا لـذة عيـش تلـك أعقابـه
أمسى يغني الدود في روضـة ما أخرجت أحسن منها السماء
أغصانها، أثمارها، نورهـا يقطف من ألوانهـا مايشـاء
قد استوى المأمور والآمـر فيها وأمسى العبـد كالسيـد
إن الردى كـأس ولا بـد أن يجرع جبار القـوى صباهـا
يستبشر المنصور في غـدوة وما درى ماذا يجن المسـاء
وكم لواء فـاز صبحـا فـإن جاء الدجى وحطم ذاك اللـواء
وخدعـة العيـش طبيعـيـة لكنهـا تذهـل عمـا يــرام
أعشت ألف ؟ أم ثلاثا ؟ فمـابعد سوى تركك تحت الرجـام
وغيرت ساعات بـرح أليـم ونالها في الجوع أمر عظيـم
حالة نحـس بعـد سعد وهـل من حالة عند الليالي تـدوم ؟
وجهدة تبقـى علـى نفسهـا ما ادخرته من ذمـاء الحيـاة
تنهش من أحشائها ما تقـي به كريم الروح كرب الوفـاة
خطبتها تمـت ولا ضيـر أن يمنى خطيب مصقع بالسكوت
بالسـة الجثـة مـع دودهـاآن لهـا مرغمـة ان تمـوت
5- قصيدة (لا أبتغي الا التقانا)

يا مـن أود لـو أننـيسـوط تحركـه يمينـة
وأود لـو أنـي عقيدتـه (م) المكينـة أو يقيـنـه
وأود لـو أنـي هــداه (م) إذا رسا فيه مكينـه
وأود أني ظـلــهأحمي خطـاه ولا أدينـه
وأود أنــي سـيـفـهأردي عـداه ولا أخونـه
وأود أنــي مـعـقـليلقاه مـن قلبـي أمينـه
وأود لو أنـي السريـرة (م) لا تغـش ولا تمينـه
وأود لـو أنـي المنـاملـه إذا أرقـت جفونـه
وأود لـو أنـي الوفـاءيصونـه ممـا يصونـه
وأود لـو أنـي كـتـاج (م) زانـه فيمـا يزينـه
يامن حـلا للقلـب مـر (م) الصاب فيه هان هونه
واستعذبت نفسي الهوى من أجله وبـدى كمينـه
الحـرب أنـت حسامهـاوالصلب أنت لـه تلينـه
والجـود أنـت لـه أبيعتز فـي يـده جنينـه
لا العلم لا الأدب الرفيـع (م) ولا البيان ولا ثمينه
كـلا ولا رتـب الكمـال (م) ولا الدهاء ولا فنونه
أدركتـهـا وحويتـهـاكالليث حف بـه عرينـه
أنا من يحبـك لا يريـدسوى رضاك فيستلينـه
لا أبتـغـي إلا التفـاتـامنـك رمقنـي عيونـه
أبغي لك العمـر الطويـلتزيد من عمري سنونـه
أبغي لك المجـد الأثيـلتطول كل مـدى قرونـه
أبغي حياتك مثل بستـانتحـدى مــا يشيـنـه
قد عنـت الأطيـار فيـهوقد تضوع يـا سمينـه
6- ماهو السر
ترى ماهو السر بين الزهور
وبين النسيم إذا ما سرى
وطاف بنرجسه في البكور
فأسكرها برحيق الكرى
وفتق أكممها في الظلام
وأترع في طرفها كأس نور
وهب رخاء وللزنبق
ذبول ففرج أوراقه
وحل براعم لم تفتق
وأسعد في الوجد مشتاقه
فهذا احمرار وذاك اصفرار
وهذاك ينهل من أزرق
وكم زهرة بعد فرط الذوى
على القيظ من ما ئها الساكب
أقام لها ساقها فاستوى
وشعشع من نشرها الخالب
ويهرج ألوانها الحاليات
وأنعش من روحها ما ثوى
سوى زهرة حظها خائب
وان عصفت في ثراها الرياح
تعيش فيجذبها جاذب
إلى الترب من بعد طول النواح
فللموت ما تلد الوالدات
وللحطم ما يسلب السالب
7- قصيدة (شكوى)

أنـا والله أشتكيـك علـى اللـيـلإذا طــال أو ألح مـطــالا
وعلى الشمس حين تشرق لا أحظى بلقـيـا ولا أنال وصالا
وعلى الأفق وهـو أرحـب صـدراحـيـن تـأبـى عـلـيّ إلا دلالا
وعلى المـاء وهـو يدنـو ولكـنأنت أنـأى مـا كنـت قـط منـالا
وعلى الزهـر كلمـا نفـح النفحـة ابعـدت فــي الخـيـال خـيـالا
وعلى الكأس أين من راحتي كـأسإذا شـئـت أتـرعـت جـريـالا
وعلى الأرض أبصر الناس والأشياءفيـهـا وأبـصــر الأجـيــالا
وجنانـا تخضَّـب بـدم الطـيـبوشـقـت لـهـاتـه والـقــذالا
أشتكي الهجر أشتكي الـدل والتيـهوحبـا غــلا وخـدنـا غـالـى
أشتكي أشتكـي وقلبـي مـا يفتـأيقـلـو الـخـصـوم والـعــذالا
أشتكـي فـي سريرتـي ولسانـيمـادح منـك مـا فعلـت الفعـالا
أخدع النـاس ثـم أخـدع نفسـيوأرى مـا عملـت فــي حــلالا
ثم أغـدو وقـد تمزقـت أنصابـاعلـى طيبتـي وهجـت انفـعـالا
ومـددت الظـلال مـن بعـد نـورساطع فـي الفـؤاد شاهـد ظـلالا
أنا أشكوك للسمـاء وقـد أطلعـتالشمـس ثــم أبــدت هــلالا
أي هذيـن كـان أحلـى وأبهى منك وجهـا أو كـان أسبى جمالا
ما هو الحسن يا ترى شفـةٌ رقـتوطـرف سبـي وعطـف مــالا
إنما الحسن حيـن تعشـق نقصـاثم يمسي مـن فـرط حـب كمـالا
أي شيء عليه لـم أشتـك الوجـدولـم أرتخـص لــه الإعــوالا
ثـي دنيـا وأنـت بعـد كمثليهـاهــدى إن أردتــه أوضــلالا
أنت دنياي أنت أثمن من أشعافهـا (م) أنـت روحهـا حيـث جــالا
أنت ما أنـت لعبـة أصبـح الجـدعلـى سحرهـا رخيصـا مــذالا
أفتدري كم موعـد منـك أو مـأت (م) شمالا فرحـت أجـري شمـالا
أنـت لا تكـذب الوعـود ولـكـنتتقيهـا حـتـى تـعـود مـحـالا
أيهـذا الـذي تلاعـب بالنـفـسوأضـحـى عـلـي داء عـضـالا
اتق الحب اتـق القلـب إن كنـتوشيـكـا للقـلـب أن تـغـتـالا
ياه.. ياني ! أصبحت حربـا فمـاتلـوي لـواء ولا تطيـق سجـالا
أنـا مـن ذاك مستعـيـذ فـإنـيقتـل وجـد لا يـهـزم الأقـتـالا
إن تقم أننـي مقيـم فـإن رمـتزوالا فـي العيـش رمــت زوالا
أنا مضناك حيث كنت فـإن شئـتحـلــولا وإن أردت ارتـحــالا
مسلم غايتي إليـك علـى الحاليـنإن ضـقـت أو تنـادحـت بــالا
ومن روائع ما قال حسين سرحان:

فيا روحـا تحمـل غيـر قـالوحقق في الخلـود لـه هـواه
تذكرت جسمك الملقـى برمـسعتـت أحجـاره وقسـا ثـراه
قد انشعبت عناصـره وعـادتكعـودة غائـب طالـت ثـواه
تجـد منـه بقايـا ذات شـأنتذكـر غافـلا مـا قـد سـلاه
تجد في الزهر وهو يضوع نشراويرقـص فـي كمائمـه نـداه
تجد في الـورد ممتنعـا بشـكوإن لـم يمتنـع منـه شـذاه
تجده فـي إنـاء مـن زجـاجومـن طيـن طـواه ماطـواه
يـحللها التـراب ويحتويـهـاليمنحهـا النبـات ومـا غـذاه
وله أيضا :

ولقد كنت طائرا يألـف الضـوءولا يألـف الدجـى الغربيـبـا
وأنـا الآن لا تطيـق جفـونـيرؤية النـور نازحـا أو قريبـا
قابـع فـي غيابـة مـن ظـلامأوجس الخوف أو أعـد الذنوبـا
تترامى حولي الوساوس والأوهام (م) تشـتـد أوتــدب دبيـبـا
وقال أيضا :

ماذا يسرك من خدن علـى رمـقشلو تبلـغ منـه النـاب والظفـر
أراد محيا فأمسى وهـو لا زهـرفـي راحتيـه ولا مـاء ولا ثمـر
إذا تبـدح لـم تفـرح بـه قـدموإن تطرب لم يصـدح لـه وتـر
وغي ذلك لو يختـار طـاب لـهمن المنى غير ما اختارت له الخير
لو لم يعش كان أحجى بيد أن لـهحظا من الشقو لا يبقى ولا يـذر
ومما قاله :
(الحياة صغرى وكبرى)
تمسَّ بالخير قالت لي أبنتي وغفتْ
ما أعذب النطقَ من فيها إذا أنسابا
نامت على أربع من عمرها ورأت
أحلامها صـوراً شتـى وألعابَـا
تحيا الحياة طيوراً حلـوةً ودمـىً
في ناضريهـا موشـاةً وأكوابَـا
وقبضة التُرب كالهنـاء تحسبهـا
والعُود منتصبـاً يبدولهـا غابَـا
وكل شيء له فـي نفسهـا رَهَـجٌ
وما عليها أغابَ الشيْء أم آبَـا ؟؟
كذأك كنَّا _ ومازلنا وكم سخـرت
بنـا الحقائـق إبـداء وأعقـابَـا
والناس كم شربوا بالجهل أو طعموا
وكذبّـوا بقضايـا العقـلِ كذَّابَـا
وله أيضا
نضوت أحلامي
نَضَوْتُ أحلامـي
نَضْوَ الإِهابِ الرثْ
وسُقْـت أيّـامـي
إلى خُطىً تحْتَـثْ
فيليتـنـي أدْري
واليأسُ يضْنينـي
عمّـا يُلاقيـنـي
ما حيلةُ المضطرْ
في عَيْلـم زاخـرْ
أجترّ مـا أجتـرْ
من ذِهنيَ الحائـرْ
لو كان يُغرينـي
لكننِنّـي حـائـرْ
كحَيْرة المطْـرودْ
من ههنـا عاثـرْ
ومن هنا مكـدودْ
أعيـشُ محروبـاً
في العْفِ واللّيـنِ
عَيْشَ المساكيـنِ
يا بدْرُ هل تـدْرِي
وأنتَ تُجرِي النورْ
في الأفق السحرِي
ما خبّأ المقـدور
فليـتـنـي أدري
واليأسُ يضنينـي
عمّـا يُلاقيـنـي
وله أيضا :

أنا الكأس والساقي أنا الهم والهوى
كأني وراء الليـل ألهثـه سـرى
تأمل فكم ثـوب يقـوم بـلا فتـى
بــماذا اشـتـغــلــت؟
بنات قلبـي بأمـر غيـر مفهـوم
فإنـه مثـل غـيـلان الديامـيـم
وقال أيضا :

سئمت وجه حياة لايـراد بهـاوجه الاله ولا الأخلاق والدينـا
وعفت حتى على المكروه قافية تعيدنا مثلمـا كنـا مساكينـا
والنفس قد شحبت خبثا واهزلهامطامع ليست لنا فيهم ولا فينا
أما الفؤاد فقد ينـزو بمأملـهنزو الملائك تستب الشياطينـا
هذا أنا في شقاء غير منفصـلشارفت فيه على اللذواء ستينا
كأنني وهي لا كـره ولا مقـة حمامة غرقت في رمل يبرينـا
ستون عاما على منهاج واحدة كأنهـا سـت عـادت لستينـا

## وصلات خارجية
- عن الجبل الحجازي حسين سرحان!!